# 卡拉·劳森
卡拉·玛丽·劳森（英語：Kara Marie Lawson，1981年2月14日—）生于弗吉尼亚州亚历山德里亚，是一名美国退役女子篮球运动员、教练及体育解说员。她于1999年至2003年间代表田纳西大学校队参加校际比赛。2008年北京奥运随国家队参赛并收获金牌。
劳森在成为职业选手数年后便已开始从事篮球解说工作。2015年退役后，她一度专注于体育解说事业。2019年，她在波士顿凯尔特人队担任助理教练。2020年，她成为Duke Blue Devils女子篮球队的主教练。